# Tappa
Tappa là một thành phố và là nơi đặt hội đồng đô thị (municipal council) của quận Sangrur thuộc bang Punjab, Ấn Độ.

## Nhân khẩu
Theo điều tra dân số năm 2001 của Ấn Độ, Tappa có dân số 18.887 người. Phái nam chiếm 54% tổng số dân và phái nữ chiếm 46%. Tappa có tỷ lệ 57% biết đọc biết viết, thấp hơn tỷ lệ trung bình toàn quốc là 59,5%: tỷ lệ cho phái nam là 62%, và tỷ lệ cho phái nữ là 51%. Tại Tappa, 13% dân số nhỏ hơn 6 tuổi.